# 존 C. 프리몬트
존 찰스 프리몬트(John Charles Frémont, 1813년 1월 21일~1890년 7월 13일)의 본명은 존 찰스 프리몬트(John Charles Fremont)는 미국 육군 장교로 탐험가이자, 공화당 최초의 미국 대통령 후보이며, 또한 노예 제도에 반대하는 정강을 가진 다수당 최초의 대통령 후보였다.
스스로를 ‘위대한 개척자(The Great Pathfinder)’로 자칭했다. 미국-멕시코 전쟁에서는 미합중국군의 소장으로 참전하여 캘리포니아 공화국으로부터 캘리포니아를 장악하였다. 프리몬트는 캘리포니아 군정 주지사로 복무하였지만, 이로 인해 반란과 불복종 혐의로 군법재판을 받았다. 포크 대통령에게 형을 사면받은 이후, 네번 째 탐사를 떠나는데, 10명의 목숨을 앗아가게 된 이 탐사에서 1849년 겨울, 38도선 주변의 산맥을 가로지르는 철도 길을 찾게 된다. 프리몬트는 군에서 제대하여 캘리포니아에 정착을 하게 된다. 그는 캘리포니아 골드 러시를 통해 막대한 부를 축적하게 되지만, 미국-멕시코 전쟁 동안의 여러 땅주인과 땅을 둘러싼 각종 소송에 시달리게 된다.
캘리포니아주 선출 상원 의원을 1850년 9월 9일부터 1851년 3월 3일까지 지냈다.

## 유년기
프리몬트는 조지아주의 서배너에서 태어났다. 그의 선조는 역사가들의 논란이 되고 있다. 1902년 프리몬트 가문의 가계도에 따르면, 그는 버지니아의 두드러진 사교가 앤 비벌리 화이팅의 아들이었으며, 앤은 1807년 5월 14일 노퍽 출신의 가난한 프랑스인 망명자, 프랑스어 교사인 루이 르네 프레몬트와 재혼했다. 루이 르네 프레몬트는 장 루이 프레몬트의 아들이었고, 장 루이는 퀘벡의 상인으로 파리 인근 생제르망 앙레에서 온 이민자였던 찰스 루이 프레몬트의 아들이었다.
그러나 앤드류 잭슨의 전기 작가, H. W. 브랜즈는 프리몬트는 앤과 찰스 프레몽(Charles Fremon) 사이에 태어난 아이로 이후 프리몬트 자신이 "e"에 액센트를 넣고, ‘t’를 추가했다고 언급하고 있다.
그는 사생아로 그 사회적 핸디캡을 민주당을 이끌고 노예 소유자였던, 토마스 하트 벤톤의 사랑하는 딸, 제시 벤톤(Jessie Benton Frémont)과 결혼함으로써 극복했다는 설을 많은 사람들이 믿고 있다.

## 미국 서부 탐험
프리몬트는 미국 서부의 다각적 측량 원정을 돕고 또한 이끌었다. 1838년과 1839년, 그는 미시시피강과 미주리 강 사이의 땅을 탐험하는 프랑스 지리학자 조셉 니코렛(Joseph Nicollet)을 도와주었다. 1841년, 니코렛으로부터 훈련을 받은 프리몬트는 미시시피 강의 지류 디모인 강의 대부분을 지도로 그렸다.
1841년부터 1846년 프리몬트와 그의 안내인 킷 카슨은 오리건 트레일을 지나 시에라 네바다 산맥에 들어가는 원정대를 이끌었다. 시에라 네바다를 탐험하는 동안 프리몬트는 타호호를 본 최초의 유럽계 미국인이 된 것은 널리 알려져 있다. 그는 또한 그레이트베이슨이 바다로 빠지는 물 배출구가 없음을 규명하고 세인트 헬렌스 산 등의 화산도를 그려냈다.
1846년 봄, 프리몬트는 국무부의 명을 받아 로키산맥에서 콜럼비아 강까지 도착하는 최단 경로를 찾아 캘리포니아에 도착했다. 당시 캘리포니아는 멕시코 령으로 수도 멕시코시티에서 멀리 떨어진 인구 1만명의 변방 지역이었다. 프리몬트는 호세 R. 베레에사 라몬과 프랜시스 드 하로 형제(최초의 샌프란시스코 지사, 프란체스코 드 하로(Francisco De Haro)의 아들)의 3 명의 민간인 살해를 현재 산 라파엘(San Rafael) 근처에서 명령했다. 이 살인은 프리몬트의 정치 생명을 방해하였고, 그가 원했던 최초의 캘리포니아 미국인 지사의 지위에 오른 것을 막았다. 반세기 후에 이 살인에 대해 쓴 역사가 로버트 A. 톰슨은 “캘리포니아 주민들은 이 날을 격정없이는 입에 담을 수 없었다”고 적고 있다.

### 미국-멕시코 전쟁
그 같은 해 프리몬트는 캘리포니아 군 총사령관이었던 카스트로에게 탐사 허가를 요청하였으며, 카스트로는 일단은 허용을 했지만, 이후 카스트로는 프리몬트가 캘리포니아에서 한 활동에 의문을 느끼고 탐사 허가를 철회한다. 그러나 프리몬트는 이를 무시하였고, 탐사를 강행한다. 또한 지역 주민들에게 독립 운동을 선동하여 멕시코 당국에 반란을 일으키도록 한다. 이것은 미국 멕시코 전쟁의 발단이 되었다.
1846년 6월 6일, 윌리엄 아이다가 이끄는 캘리포니아 반란군은 캘리포니아 공화국의 독립을 선언한다. 같은 해 7월 5일, 로버트 F. 스톡턴 해군 준장이 이끄는 미국 함대의 상륙과 함께 미국에 흡수되게 된다. 그 후, 미국 기마 라이플 부대(US Mounted Rifles)를 거쳐 이후 제3기갑 기병 연대(3d Armored Cavalry Regiment) 중령이 된 프리몬트는 스톡턴의 지휘 하에 작전을 수행하여 미국 멕시코 전쟁 동안 캘리포니아주 산타바바라의 점령을 위해 300명의 원정군을 이끌었다. 그는 부대와 함께 산 마르코스 패스(San Marcos Pass)를 통해서 산타 이네즈 산맥(Santa Ynez Mountains)을 넘어 요새와 마을을 점령했다. 1847년 1월 이 전쟁에서 패배한 앙드레 피코 장군은 부상자를 늘리는 것을 피해 후 항복했고, 《카우엥가 조약》을 체결하면서 캘리포니아에서 미국 멕시코 전쟁은 끝을 맺는다.
1850년, 지형 측량 군단(Corps of Topographical Engineers)의 일원으로서 북아메리카 대륙 서부에서 지리학에 기여했던 프리몬트는 영국의 왕립 지리 학회에서 RGS 골드 메달을 수여받았다.

## 정치
1847년 1월 16일, 스톡턴 준장은 카우엥가 조약 이후 프리몬트를 캘리포니아 군정 주지사로 임명하였고, 캘리포니아에서 미국 멕시코 전쟁은 끝났다. 그러나 프리몬트보다 지위가 높았고 스스로를 정당한 지사라고 믿었던 미국의 스티븐 W. 카니 장군은 연방 정부에 명령권은 자신에게 있다는 확인서를 요구하면서 자신의 허락없이 지사에 취임한 프리몬트의 행위는 반란죄에 해당한다고 프리몬트를 체포하여 워싱턴 D.C.로 송환했고, 프리몬트 반란죄를 선고받았다. 그러나 제임스 포크 대통령은 즉시 그를 사면했다.
프리몬트는 1850년에서 1851년, 캘리포니아 선출직 2명의 상원 의원 중 한 명으로 지냈다. 1856년 새로 창당된 공화당은 그를 첫 번째 대통령 후보로 지명했다. 1856년 미국 대통령 선거에서 그는 당시 미국당(American Party) 후보, 밀러드 필모어보다 높은 지지를 받았지만, 제임스 뷰캐넌에게 패배를 당했다. 선거인단 득표 수는 캘리포니아에서 패배했다.

## 남북전쟁
프리몬트는 남북전쟁 때는 소장으로 1861년 5월부터 11월까지 육군의 서부 방면군(Department of the West)의 사령관으로 재직했으며, 재직 시기는 논란이 있다.
프리몬트는 어느 쪽도 군대와 식량을 공급하지 않으며, 미주리를 중립 상태로 선언한 프라이스 하니 협정(Price-Harney Truce)을 협상한 윌리엄 S. 하니(William S. Harney )의 뒤를 이었다.
프리몬트는 너대니얼 라이언 장군에게 공식적으로 미주리를 북군 측에 붙이도록 명령했다. 라이언은 프리몬트 이전에 하니의 뒤를 잇는 서부 방면군의 임시 사령관으로 임명되어 있었고, 궁극적으로는 라이언이 뒤를 이을 예정이었다. 일련의 전투에서 라이언은 클레이본 잭슨(Claiborne Fox Jackson) 미주리 주지사를 강제 해임시키고 친미합중국 주 정부를 수립했다. 8월의 윌슨 크릭 전투에서 라이언이 살해당한 후, 프리몬트는 주에 계엄령을 선포하고, 탈퇴론자들의 사유 재산을 몰수하여 주의 노예를 해방시켰다.
이 지령이 미주리주(그리고 기타 미합중국이 통제하고 있는 노예주)를 남부 쪽에 붙을 것을 두려워했던 에이브러햄 링컨은 프리몬트에게 지령을 개정할 것을 요구했다. 프리몬트는 이를 거부했고, 그의 아내에게 이 사건을 변호했다. 링컨은 이에 따라 포고의 파기와 프리몬트의 해임을 1861년 11월 2일에 명령했다.
1862년 3월 프리몬트는 웨스트버지니아주에서 다른 직위로 재임했으나, 스톤월 잭슨과 수차례의 전투에서 패배하여 사퇴를 했다.

## 만년
프리몬트는 잠시, 강경한 노예제 철폐주의자 집단이었던, 공화당 급진파 후보가 되었다. 링컨의 입장을 바꾸려 했지만, 1864년 9월 이 선거 운동은 무위로 돌아갔다.
1866년 프리몬트는 퍼시픽 철도(Pacific Railroad)의 자산을 사우스 웨스트 퍼시픽 철도(Southwest Pacific Railroad)로 편입시켰지만, 이후 미주리주로 다시 편입되게 된다.
1878년부터 1881년까지 프리몬트는 애리조나 준주의 지사에 임명됐다. 1890년 7월 13일 그는 뉴욕 시의 호텔에서 복막염으로 사망하였고, 뉴욕주 로클랜드 군의 로클랜드 묘지에 안장됐다.

## 역대 선거 결과
| 선거명      | 직책명                      | 대수 | 정당   | 득표율  | 득표수 (선거인단)   | 결과 | 당락                       |
| ----------- | --------------------------- | ---- | ------ | ------- | ------------------- | ---- | -------------------------- |
| 1848년 선거 | 상원의원 (캘리포니아 제1부) | 31대 | 민주당 | 100.00% | 1표                 | 1위  | 캘리포니아주 상원의원 당선 |
| 1856년 선거 | 미국의 대통령               | 15대 | 공화당 | 33.10%  | 1,342,345표 (114명) | 2위  | 낙선                       |